# Fraňo Štefunko

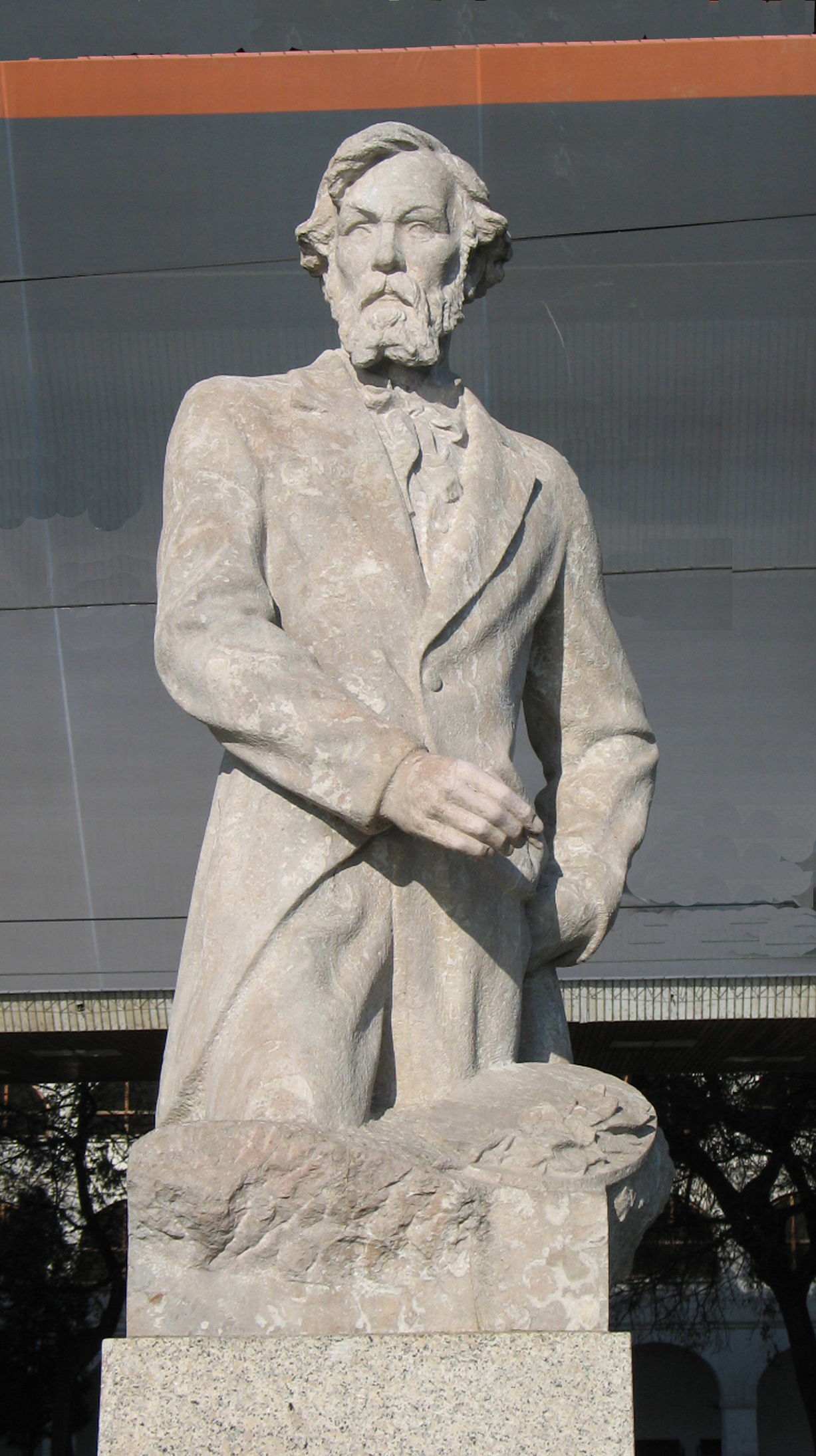
Socha slovenského malíře Petera Michala Bohúňa z roku 1958

Fraňo Štefunko (4. srpna 1903 v Dudváh-Vlčkovce – 6. dubna 1974 v Martině) byl slovenský sochař, řezbář a medailér 20. století a vlastivědný spisovatel.
Umělecké vzdělání získal v Praze a v roce 1932 se vrátil do Martina. Působil jako redaktor umělecké rubriky Slovenských pohľadů. Instruoval řezbářský kurz Ústavu pre zveľaďovanie činností a pracoval jako konzervátor v Slovenském národním muzeu. Z jeho díla jsou známy především sochy osobností slovenského kulturního života, vedle toho také vytvořil sochy zachycující okamžiky slovenských dějin. Navrhl také odznaky řádů a vyznamenání z doby Slovenského státu.

## Dílo

### Výběr ze sochařského díla
- 1932 – Portrét dr. Jozefa Škultétyho
- pomník a socha Andreje Hlinky
- pomník Miloslava Schmidta na Národním citoríně
- socha Jána Kollára v Mošovciach
- 1957 – pomník Andreja Sládkoviča, Krupina, (spolu s Dušanom Kuzmom)
- 1958 – socha Petera Michala Bohúňa před národní galerií
- pomník Pavola Országha Hviezdoslava